# 恩斯派克
恩斯派克是荷蘭的城鎮，位於該國中部，處於蒂爾以西約14公里，由海爾德蘭省負責管轄，面積6.94平方公里，建成區面積0.096平方公里，人口565，人口密度為每平方公里81人。